# Necrópolis de Kerkouane
La necrópolis de Kerkouane se encuentra a unos 1,5 km al noroeste de la ciudad púnica de Kerkouane, en Túnez. La necrópolis se compone de una serie de bóvedas ubicadas en un cerro junto al mar, cuatro cámaras de tumbas primarias, y una zona de sepulturas circundantes. En 1985, la Unesco declaró Kerkouane y su necrópolis Patrimonio de la Humanidad, ya que "constituye el único ejemplo que permanece de una ciudad fenicio-púnica que sobrevivió".
La necrópolis fue descubierta en 1929 por un maestro de una escuela islámica local. Este maestro encontró un gran almacén de bienes enterrados en las tumbas, que procedió a poner la venta de los cazadores de tesoros y coleccionistas. El botín era diverso incluyendo joyería, cerámica y joyas escarabajo. Muchos de los objetos funerarios y grandes cerámicas eran una carga demasiado pesada para ser retirada, por lo que se quedaron en las tumbas o fueron destruidos.